# 石田霞村
石田 霞村（いしだ かそん、1926年2月15日 - ）は、日本の書家。福岡県生まれ。

## 略歴
1926年（大正15年）福岡県大牟田市に生まれる。石田霞洞、辻本史邑、広津雲仙に師事。山陽書道会会長、日本書道協会理事、日本教育書道連盟審査員参与、世界芸術振興認定作家。第七次中華民国親善訪問代表。

## 主な受賞
- 日本教育書道連盟展入賞
- 王羲之賞連続2回受賞
- 中日書法友好平和賞
- 国際文字文化芸術賞
- 岩国市文化功労賞
- パリ芸術展名誉賞
- イギリス芸術展受賞
- 国際芸術大賞
- 芸術文化の集い総理大臣宮廷招待
- 国際墨芸殿堂大賞
- 世界芸術永久遺産作家大賞
- アジア友好書家展大賞
- 世界芸術文化名誉大賞
- 書聖王羲之継承書家大賞
- 英国宮殿伝統美術最高位大賞
- 旭日芸術大賞
- 平成書人大賞
- 比田井天来記念賞
- 第一回国際芸術文化功労賞